# Serranía de Sunsas
La serranía de Sunsas es un cordón montañoso que se extiende en dirección este-oeste en las tierras bajas de Bolivia, en el Departamento de Santa Cruz. La sierra une el pedemonte subandino, con el escudo brasileño, su altura máxima es 1250 m s. n. m. La serranía es parte del Cratón del Guaporé, una formación rocosa sumamente antigua, de 1000 a 1200 millones de años. El terreno ondulado y fuertemente erosionado se ha formado a partir de diversas rocas graníticas y metamórficas.
Parte de la zona es irrigada por ríos afluentes del río Paraguay, tales como los ríos Tucavaca y San Rafael. La llanura forma parte del ecosistema del denominado Chaco boreal, formada sobre un terreno de sedimentos aluviales.
Debido a que la región posee un drenaje escaso, en la misma se forman bañados y pantanos característicos, con lagunas y esteros durante los 3 o 4 meses de la estación de lluvia. La flora de esta serranía es del tipo arbustiva, observándose la presencia de especies resinosas, como por ejemplo el palosanto y el quebracho, también hay frondas de urunday y algarrobo. Si bien se desconoce con certeza el grado de endemismo de esta remota región, ciertos estudios indican el endemismo de las siguientes especies:  Frailea chiquitana (Cactaceae), Axonopus herzogii (Gramineae), Norantea (Marcgraviaceae), Palicourea (Rubiaceae) y Andropogon y Anthaenantiopsis (Gramineae).